# Miljenko Jergović
Miljenko Jergović (né à Sarajevo le 28 mai 1966) est un écrivain, dramaturge et journaliste croate de Bosnie connu pour ses nouvelles et ses romans qui ont pour thème sa terre natale. Ses œuvres ont été traduites dans une vingtaine de langue, dont le français. Il vit et travaille à Zagreb depuis 1993.
Sa nouvelle Buick Riviera est adaptée au cinéma par Goran Rušinović dans le film du même nom. Rušinović et Jergović obtiennent le prix du meilleur scénario au festival du film de Pula.

## Œuvres
- Le Jardinier de Sarajevo, [« Sarajevo Marlboro », 2002], trad. de Mireille Robin, Arles, France, Actes Sud, coll. « Babel », 2004, 192 p.  (ISBN 978-2-7427-5153-2)
- Buick Riviera, [« Buick Riviera », 2002], trad. de Aleksandar Grujicic, Arles, France, Actes Sud, coll. « Lettres balkaniques », 2004, 256 p.  (ISBN 978-2-7427-5160-0)
- Le Palais en noyer, [« Dvori od oraha », 2003], trad. de Aleksandar Grujicic, Arles, France, Actes Sud, coll. « Lettres balkaniques », 2007, 464 p.  (ISBN 978-2-7427-7032-8)
- Free Lander, trad. de Aleksandar Grujicic, Arles, France, Actes Sud, coll. « Lettres balkaniques », 2009, 208 p.  (ISBN 978-2-7427-8238-3)
- Ruta Tannenbaum, [« Ruta Tannenbaum », 2006], trad. de Aleksandar Grujicic, Arles, France, Actes Sud, coll. « Lettres balkaniques », 2012, 384 p.  (ISBN 978-2-330-00238-1)
- Volga, Volga, [« Volga, Volga », 2009], trad. de Aleksandar Grujicic, Arles, France, Actes Sud, coll. « Lettres balkaniques », 2015, 288 p.  (ISBN 978-2-330-04872-3)